# Русеній-Ной
Русеній-Ной (рум. Rusenii Noi) — село у повіті Ясси в Румунії. Входить до складу комуни Холбока.
Село розташоване на відстані 330 км на північ від Бухареста, 7 км на північний схід від Ясс.

## Населення
За даними перепису населення 2002 року у селі проживали 373 особи, усі — румуни. Усі жителі села рідною мовою назвали румунську.